# Альбрехт, Карл-Мартин-Пауль
Карл-Мартин-Пауль Альбрехт (нем. Karl Martin Paul Albrecht; 6 марта 1851, Гамбург — 15 сентября 1894, там же) — немецкий анатом, антрополог, врач, педагог, прозаик, филолог. Доктор медицины (1875). Доктор философии (1876).

## Биография
Обучался в университетах Иены, Вены, Киля и Берлина. С 1874 года был ассистентом хирурга и до 1877 года преподавал анатомию в Киле и Кёнигсберге.
В 1878—1882 годах работал прозектором в Кёнигсберге, затем преподавателем в Брюсселе и Гамбурге. В 1884 году был избран членом Леопольдины. Получив звание профессора, оставил свою должность.
Автор около 200 медицинских публикаций по остеологии, истории развития и сравнительной анатомии человека, по хирургии, эмбриологии и антропологии.
Его труд «Плагиат Лешинга» в нескольких томах, остался незаконченным. Шесть завершенных томов были изданы самостоятельно в 1890 и 1891 годах.
Психически неуравновешенный, в сентябре 1894 года покончил с собой.

## Избранные публикации
- Beiträge zur Torsionstheorie des Humerus und zur morphologischen Stellung der Patella in der Reihe der Wirbelthiere. Diss. med. Kiel 1875.
- Beitrag zur Morphologie des M. omo-hyoides und der ventralen inneren Interbranchialmusculatur in der Reihe der Wirbelthiere. Diss. phil. Kiel 1876.
- Leszing’s Plagiate. 6 Bände. Hamburg; Leipzig: Paul Albrecht’s Selbstverlag 1890/91.